# Eleonora Gonzaga della Rovere
Eleonora Gonzaga della Rovere (Mantova, 31 dicembre 1493 – Urbino, 13 febbraio 1550) era figlia di Francesco II Gonzaga, marchese di Mantova e di Isabella d'Este, figlia di Ercole I d'Este duca di Ferrara.

## Biografia
Fu data in sposa a Francesco Maria I della Rovere (1490-1538) Duca di Urbino. Il matrimonio per procura avvenne nel 1505, gli sponsali quattro anni più tardi a Mantova. Eleonora arriva dunque alla corte dei della Rovere a Urbino nel 1509.
Ordinò l'ampliamento della Villa Imperiale a Monte San Bartolo, affidando i lavori all'architetto Girolamo Genga. I lavori terminarono nel 1540. La villa fu luogo di ritrovo di innumerevoli artisti e intellettuali.
Alla morte del papa suo zio Giulio II della Rovere nel 1513, Francesco riebbe Pesaro, dove trasferì corte e famiglia. Nel 1516 però il nuovo papa Leone X lo espropriò di tutti i suoi domini. Eleonora e la famiglia dovettero quindi rifugiarsi a Mantova; tornarono a Urbino solo alla morte del papa nel 1521. Con la morte di Leone X, Francesco riebbe anche Gradara, donatagli anni prima da suo zio Giulio II, il cui governo affidò a Eleonora.
Nel 1538, alla morte del padre, Guidobaldo II affidò alla madre Eleonora Monterado e Mondolfo.

## Discendenza
La coppia ebbe tredici figli:
- Federico della Rovere (Urbino, 21 marzo 1511[9] - Urbino, 1511), morto a due mesi;
- Guidobaldo II della Rovere (Urbino, 2 aprile 1514 - Pesaro, 28 settembre 1574), che sposò Giulia Varano e poi Vittoria Farnese;
- Ippolita della Rovere (Urbino, c.1515 - Napoli luglio 1538), che sposò Antonio d'Aragona duca di Montalto;
- Giovanna (Urbino, 1515 - Urbino, 1518);
- Giovanni (Urbino, 1516 - Urbino, 1518);
- Caterina (Urbino, 1518 - Urbino, 1520);
- Beatrice (Urbino, 1521 - Urbino, 1522);
- Francesco Maria (Urbino, 1523 - Urbino, 1525);
- Maria (Urbino, 1527 - Urbino, 1528);
- Elisabetta Isabella della Rovere (Urbino, 1529 - Massa, 6 giugno 1561), che sposò Alberico I Cybo-Malaspina;
- Giulia della Rovere (Casteldurante, 1531 -Ferrara, 4 aprile 1563), che sposò Alfonso d'Este, marchese di Montecchio;
- Giulio della Rovere (Mantova, 15 aprile 1533 - Fossombrone, 3 settembre 1578), cardinale.
- Violante (Urbino, 1535 - Urbino, 1538).

## Ascendenza
|                       |                    |                                  | Genitori                            |  |  | Nonni |  |  | Bisnonni             |  |  | Trisnonni             |  |
|                       |                    |                                  |                                     |  |  |       |  |  | Ludovico III Gonzaga |  |  | Gianfrancesco Gonzaga |  |
|                       |                    |                                  |                                     |  |  |       |  |  | Ludovico III Gonzaga |  |  | Gianfrancesco Gonzaga |  |
|                       |                    | Paola Malatesta                  |                                     |  |  |       |  |  | Ludovico III Gonzaga |  |  |                       |  |
| Federico I Gonzaga    |                    |                                  |                                     |  |  |       |  |  | Ludovico III Gonzaga |  |  |                       |  |
|                       |                    | Barbara di Brandeburgo           | Giovanni l'Alchimista               |  |  |       |  |  |                      |  |  |                       |  |
|                       |                    | Barbara di Brandeburgo           | Giovanni l'Alchimista               |  |  |       |  |  |                      |  |  |                       |  |
|                       |                    | Barbara di Brandeburgo           | Barbara di Sassonia-Wittenberg      |  |  |       |  |  |                      |  |  |                       |  |
| Francesco II Gonzaga  |                    | Barbara di Brandeburgo           |                                     |  |  |       |  |  |                      |  |  |                       |  |
|                       |                    | Alberto III di Baviera           | Ernesto di Baviera-Monaco           |  |  |       |  |  |                      |  |  |                       |  |
|                       |                    | Alberto III di Baviera           | Ernesto di Baviera-Monaco           |  |  |       |  |  |                      |  |  |                       |  |
|                       |                    | Alberto III di Baviera           | Elisabetta Visconti                 |  |  |       |  |  |                      |  |  |                       |  |
| Margherita di Baviera |                    | Alberto III di Baviera           |                                     |  |  |       |  |  |                      |  |  |                       |  |
|                       |                    | Anna di Braunschweig-Grubenhagen | Erich I di Braunschweig-Grubenhagen |  |  |       |  |  |                      |  |  |                       |  |
|                       |                    | Anna di Braunschweig-Grubenhagen | Erich I di Braunschweig-Grubenhagen |  |  |       |  |  |                      |  |  |                       |  |
|                       |                    | Anna di Braunschweig-Grubenhagen | Elisabetta di Brunswick-Göttingen   |  |  |       |  |  |                      |  |  |                       |  |
| Eleonora Gonzaga      |                    | Anna di Braunschweig-Grubenhagen |                                     |  |  |       |  |  |                      |  |  |                       |  |
|                       | Niccolò III d'Este | Alberto V d'Este                 |                                     |  |  |       |  |  |                      |  |  |                       |  |
|                       | Niccolò III d'Este | Alberto V d'Este                 |                                     |  |  |       |  |  |                      |  |  |                       |  |
|                       | Niccolò III d'Este | Isotta Albaresani                |                                     |  |  |       |  |  |                      |  |  |                       |  |
| Ercole I d'Este       | Niccolò III d'Este |                                  |                                     |  |  |       |  |  |                      |  |  |                       |  |
|                       |                    | Ricciarda di Saluzzo             | Tommaso III di Saluzzo              |  |  |       |  |  |                      |  |  |                       |  |
|                       |                    | Ricciarda di Saluzzo             | Tommaso III di Saluzzo              |  |  |       |  |  |                      |  |  |                       |  |
|                       |                    | Ricciarda di Saluzzo             | Marguerite de Pierrepont            |  |  |       |  |  |                      |  |  |                       |  |
| Isabella d'Este       |                    | Ricciarda di Saluzzo             |                                     |  |  |       |  |  |                      |  |  |                       |  |
|                       |                    | Ferdinando I di Napoli           | Alfonso V d'Aragona                 |  |  |       |  |  |                      |  |  |                       |  |
|                       |                    | Ferdinando I di Napoli           | Alfonso V d'Aragona                 |  |  |       |  |  |                      |  |  |                       |  |
|                       |                    | Ferdinando I di Napoli           | Gueraldona Carlino                  |  |  |       |  |  |                      |  |  |                       |  |
| Eleonora d'Aragona    |                    | Ferdinando I di Napoli           |                                     |  |  |       |  |  |                      |  |  |                       |  |
|                       |                    | Isabella di Chiaromonte          | Tristano di Chiaromonte             |  |  |       |  |  |                      |  |  |                       |  |
|                       |                    | Isabella di Chiaromonte          | Tristano di Chiaromonte             |  |  |       |  |  |                      |  |  |                       |  |
|                       |                    | Isabella di Chiaromonte          | Caterina di Taranto                 |  |  |       |  |  |                      |  |  |                       |  |
|                       |                    | Isabella di Chiaromonte          |                                     |  |  |       |  |  |                      |  |  |                       |  |